# EMDR
EMDR（イーエムディーアール、Eye Movement Desensitization and Reprocessing）は、眼球運動による脱感作および再処理法の略称で、特に心的外傷後ストレス障害 (PTSD) に対する有効性で知られている比較的新しい心理療法。なお、発案当初は EMD (Eye Movement Desensitization) と呼ばれており、1990年にEMDRと命名された。

## 医療適応
PTSDを始めとして、パニック障害、恐怖症、強迫性障害などへの適用も報告されている心理療法である。
開発の初期の1989年にも、EMD (Eye Movement Desensitization) のランダム化比較試験による有効性の報告が行われEMDRとなり、その後もいくつものEMDRの有効性についての研究が繰り返し行われてきた。国際トラウマティック・ストレス学会は、2000年にEMDRを有効なトラウマ治療法として認定した。
2000年代にはイギリス、オーストラリアなどのPTSDの診療ガイドラインで、EMDRはトラウマに焦点化した認知行動療法 (CBT) と共に根拠のある治療法として推奨されるようになった。2011年の英国国立医療技術評価機構（NICE）の臨床ガイドラインでは、PSTD治療にCBTおよびEMDRを推奨している。
2018年に、PTSD患者に対するCBTとEMDRの効果を比較したランダム化比較試験(RCT)のメタアナリシスが論文発表されている。その結果によれば、11件のRCT（n = 547）のメタアナリシスから、PTSDの改善においてEMDRはCBTよりも優れていた[SDM（95％CI）= -0.43（-0.73 --- 0.12）、p = 0.006]。一方、3か月のフォローアップでの4つのRCT（n = 186）のメタアナリシスでは、両者に統計的に有意な差は見られなかった[SDM（95％CI）= -0.21（-0.50-0.08）、p = 0.15]。 EMDRは、不安症状の軽減においてCBTよりも優れていた[SDM（95％CI）= -0.71（-1.21 --- 0.21）、p = 0.005]。残念ながら、抑うつ症状の軽減においてCBTとEMDRの間に違いはなかった[SDM（95％CI）= -0.21（-0.44-0.02）、p = 0.08]。。

## 技法
左右に振られるセラピストの指を目で追いながら、過去の外傷体験を想起するという手続きを用いる。正規の方法では、アセスメントや日誌記録などを含む8段階から構成されており、眼球運動による介入が行われるのはそのうちの第4から6段階である。また、想起された記憶だけでなく身体感覚や自己否定的認知なども眼球運動による脱感作のターゲットになる。
近年では、指を左右方向に振って追従させることに必ずしもこだわらず、クライエントの特性（視覚障害者、ADHD児など）に合わせた工夫も提案されている。子どものトラウマに対する心理療法であるバタフライハグも、EMDRの変法である。

## メカニズム
治療効果が生起するメカニズムについては諸説があり、なお解明の途上である。外傷体験に対する脳の処理プロセスが促進されるとも言われ、レム睡眠や定位反射といった生理過程との関連も論じられている。マインドフルネスやリフレーミングといった認知行動療法的な技法、行動療法のエクスポージャー、精神分析の自由連想などに類似した要素も関わっているとされてきた。
2018年の調査では、そのメカニズムを探った研究が32あり、その中でも27研究がワーキングメモリを検討している。
シャピロは眼球運動を制御することで苦痛な記憶に関する不安を減少させることを、公園を歩いている時に偶然発見した。

## 開発のエピソード
EMDRは、1987 年にフランシーン・シャピロによって発明された。
シャピロは、森の中を散歩しているときに、自身の思考に反応して自発的に眼球が動いていることに気づき、偶然この療法のアイデアが浮かんだと主張している。心理学者のジェラルド・ローゼンは、通常この種の眼球運動に気づくことはないとして、この説明に疑問を呈している。ジェラルド・ローゼンとブルース・グリムリーは、シャピロが神経言語プログラミングの経験からEMDRを開発した可能性が高いと述べている。

## セルフヘルプ文献
- フランシーン・シャピロ著 市井雅哉訳「過去をきちんと過去にする:EMDRのテクニックでトラウマから自由になる方法」二瓶社, 2017年